# Митар Паликућа
Митар Паликућа (Шабац, 21. октобар 1974) је српски стонотенисер и параолимпијац.
Стоним тенисом почео је да се бави 2005. Након учешћа на неколико турнира у Србији, почиње активније да се бави овим спортом и три пута осваја титулу првака државе. 
Позив за репрезентацију одмах је оправдао остварујући бројне успехе на међународним турнирима, а нарочито освојивши златну медаљу на ЕП у Сплиту 2011. године, у појединачној и у екипној конкуренцији, а потом осваја медаље и на наредним европским и светским првенствима. 
На Летњим параолимпијским играма у Рију је освојио бронзану медаљу у појединачној конкуренцији класа 5.
На Летњим параолимпијским играма у Паризу је освојио бронзану медаљу у појединачној конкуренцији у класи МС5.

## Награде

### Друге награде
- 2016: Награда Браћа Карић